# Bibernellen-Blütenspanner

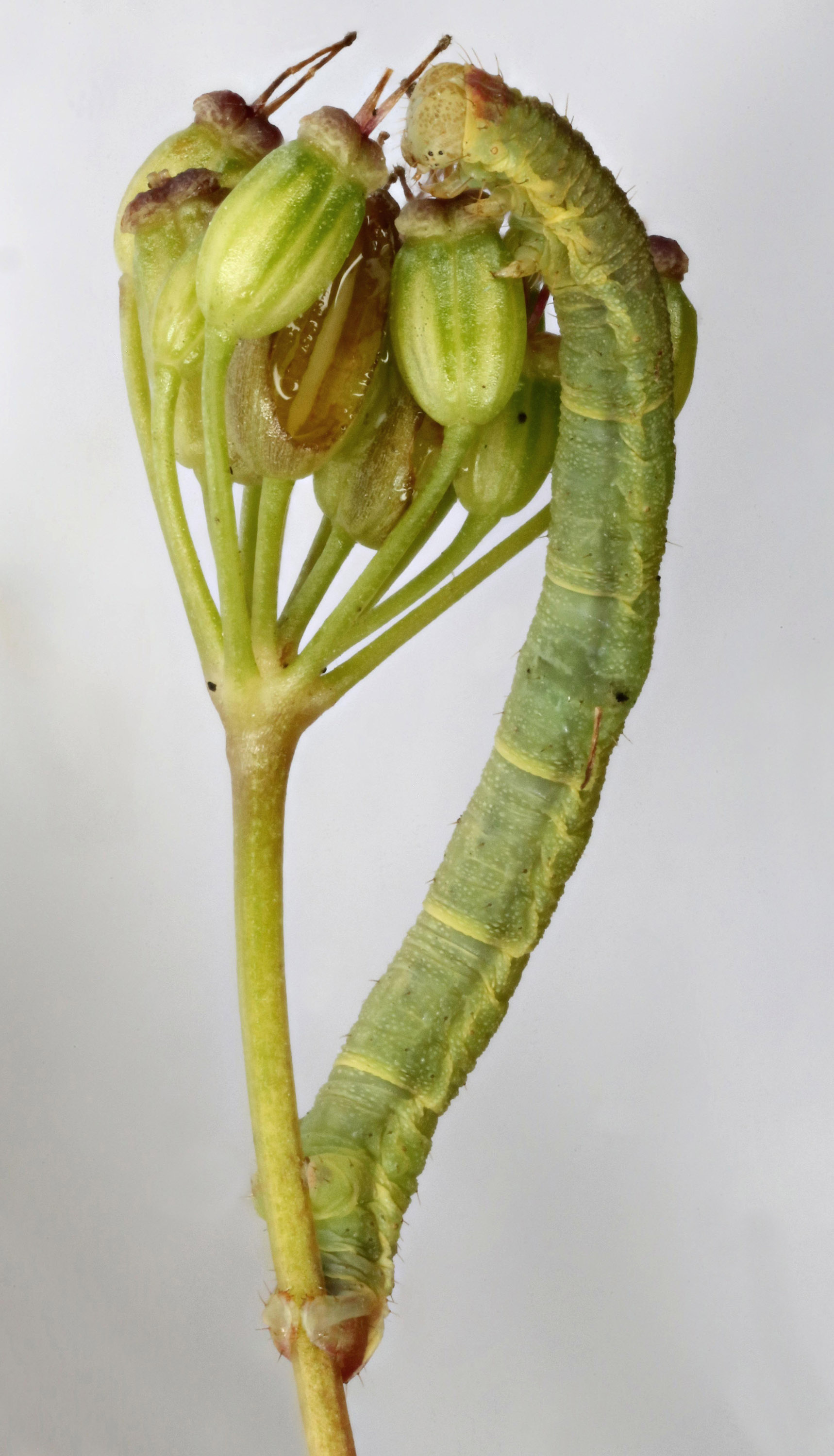
Grüne Form der Raupe

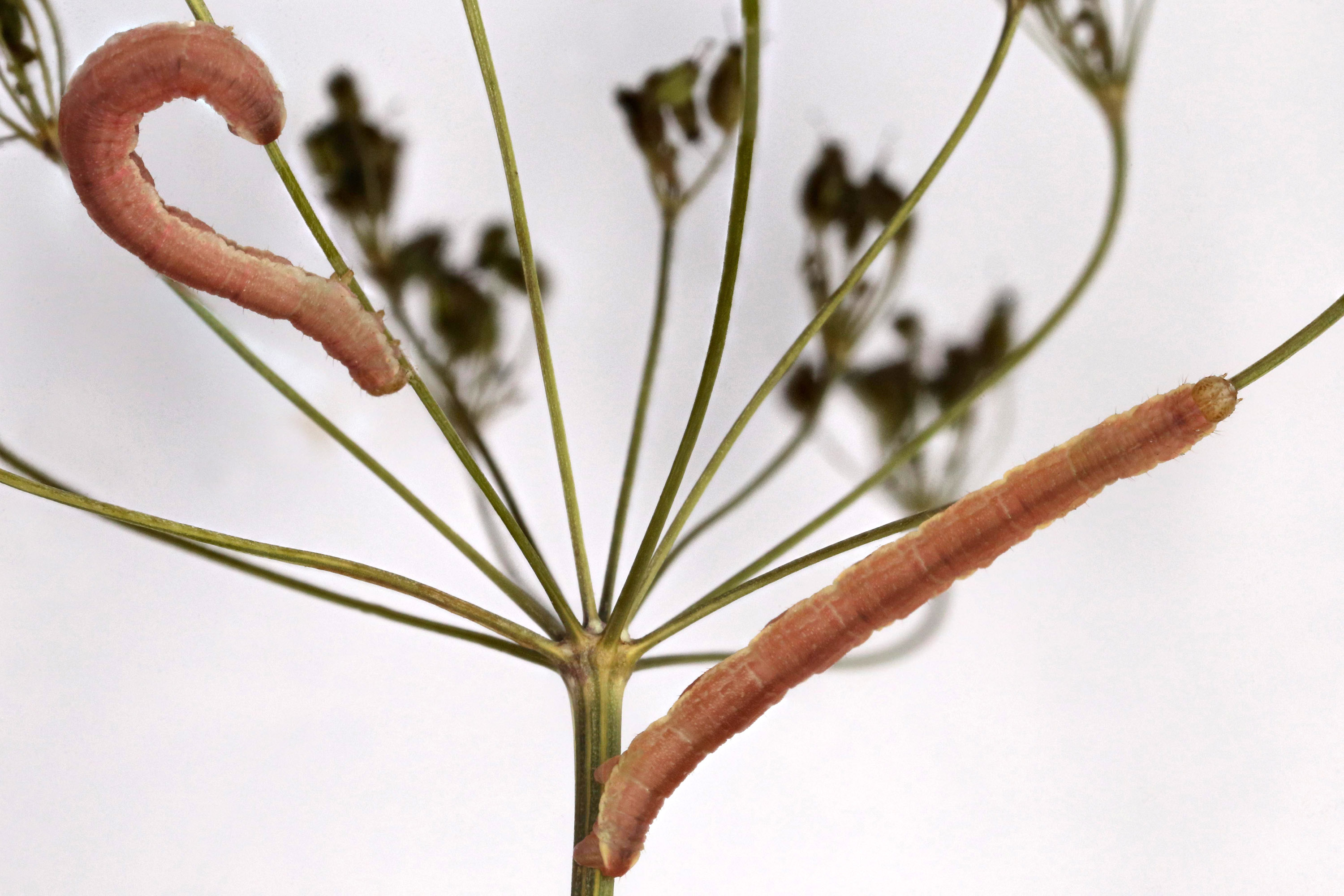
Rote Form der Raupe

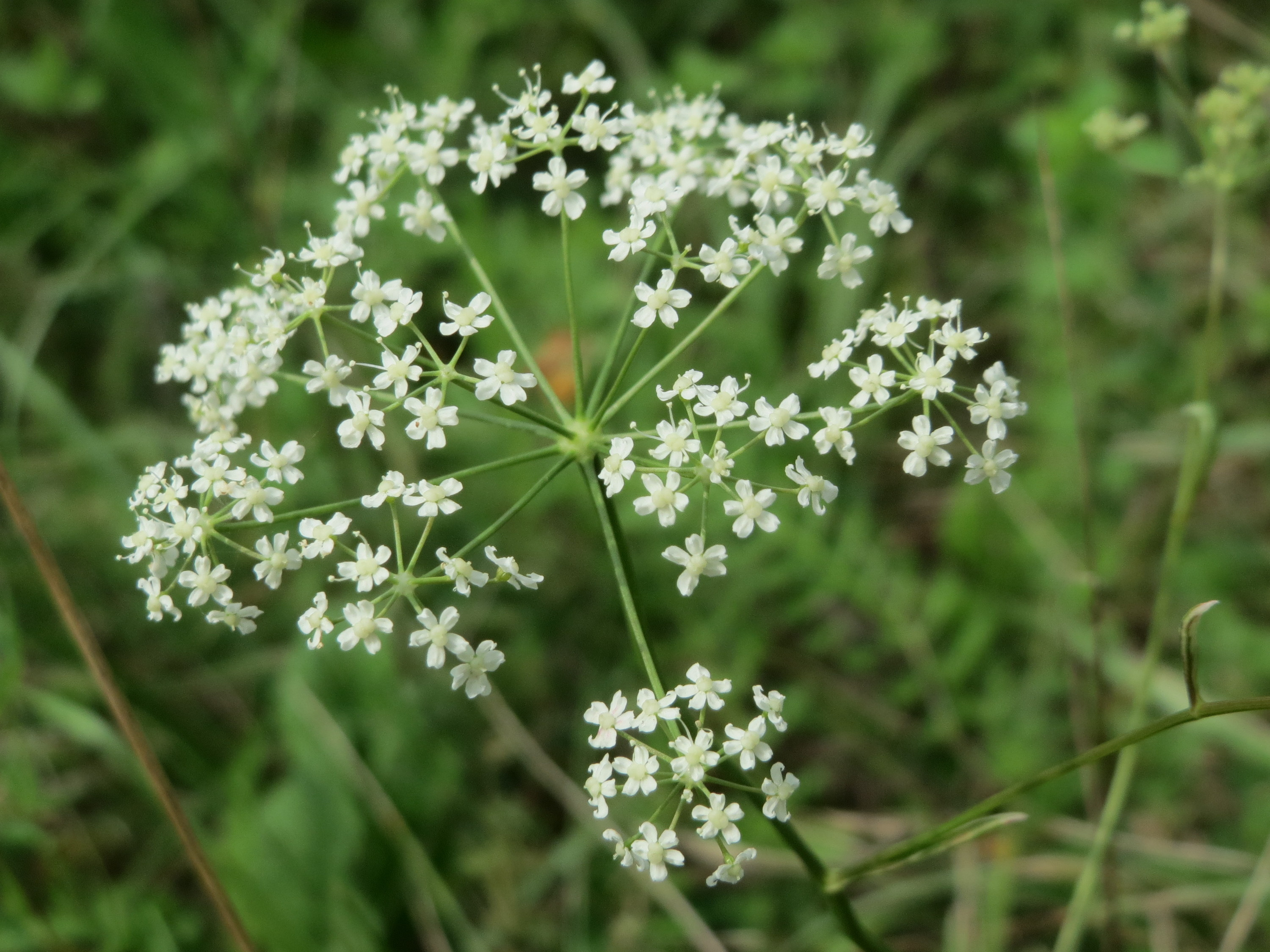
Blüte der Kleinen Bibernelle,
der Hauptnahrung der Raupen

Der Bibernellen-Blütenspanner (Eupithecia pimpinellata) ist ein Schmetterling (Nachtfalter) aus der Familie der Spanner (Geometridae). Das Artepitheton bezieht sich auf die Bibernellen (Pimpinella), die Nahrungspflanzen der Raupen.

## Merkmale

### Falter
Die Flügelspannweite der Falter beträgt 17 bis 25 Millimeter. Die Grundfarbe sämtlicher Flügel variiert von aschgrau bis zu rötlich grau. Der Diskoidalfleck auf der Vorderflügeloberseite ist schwarz und gestreckt. Die Querlinien sind am Vorderrand zu dunklen Flecken erweitert. Deutlich hebt sich die weißliche Wellenlinie hervor. Die Hinterflügel sind in der Basalregion leicht aufgehellt. Der Hinterleib ist grau bis graubraun gefärbt und zeigt einige kurze schwarzbraune Haarbüschel. Auf dem zweiten Segment ist ein dunkler brauner Sattel erkennbar.

### Raupe
Ausgewachsene Raupen sind glatt und schlank. Sie treten in zwei Formen auf und sind entweder grünlich gefärbt und zeigen gelbe Segmenteinschnitte oder sind nahezu einfarbig rot.

### Puppe
Die bräunliche Puppe ist mit grünen oder gelben Flügelscheiden versehen. Am dunkelbraunen Kremaster befinden sich acht Hakenborsten, deren mittleres Paar kräftig ausgebildet ist.

### Ähnliche Arten
- Dem Thymian-Blütenspanner (Eupithecia distinctaria) fehlt der braune Sattel auf dem zweiten Hinterleibssegment.
- Der Zahntrost-Blütenspanner (Eupithecia pauxillaria) ist blasser grau gefärbt als E. pimpinellata.

Bei stark abgeflogenen Exemplaren kann zur sicheren Bestimmung auch eine genitalmorphologische Untersuchung durchgeführt werden.

## Verbreitung und Vorkommen
Die Verbreitung der Art erstreckt sich von der Iberischen Halbinsel durch West- und Mitteleuropa einschließlich der Britischen Inseln sowie weiter östlich bis zu den Gebirgen Mittelasiens. In Russland und dem Altai ist sie durch die Unterart (E. pimpinellata altaicata), in China durch (E. pimpinellata vellicata) vertreten. Im Norden reicht das Areal bis ins mittlere Fennoskandinavien, im Süden durch den Mittelmeerraum bis zur Balkanhalbinsel. Eine isolierte Population kommt im Atlasgebirge in Marokko vor.
Der Bibernellen-Blütenspanner besiedelt in erster Linie Gebüschsäume, Waldränder, Lichtungen, Hecken, Berghänge, Böschungen, Bahndämme und Parkanlagen sowie Halbtrockenrasenflächen. In den Alpen steigt er bis in Höhen von 1800 Metern.

## Lebensweise
Die Hauptflugzeit der dämmerungs- und nachtaktiven Falter fällt in die Monate Juli und August. Zur Nahrungsaufnahme besuchen sie u. a. die Blüten von Dost- (Origanum), Thymian- (Thymus), Skabiosen- (Scabiosa) oder Labkrautarten (Galium). Sie lassen sich leicht von künstlichen Lichtquellen anlocken. Die Eiablage erfolgt an den Blütenknospen bzw. an den Stängeln unter den Blüten der Nahrungspflanze. Die Raupen leben von Mitte August bis Mitte Oktober und ernähren sich bis zur Verpuppung zunächst von den Blüten, später von den Früchten der Kleinen Bibernelle (Pimpinella saxifraga), zuweilen auch von der Großen Bibernelle (Pimpinella major) oder anderen Doldenblütlern (Apiaceae). Die Art überwintert im Puppenstadium.

## Gefährdung
Der Bibernellen-Blütenspanner kommt in Deutschland in den einzelnen Bundesländern in unterschiedlicher Populationsdichte vor und wird auf der Roten Liste gefährdeter Arten als „nicht gefährdet“ eingestuft.